# غرة أمريكية
غرة أمريكية (الاسم العلمي: Fulica americana) (بالإنجليزية: American Coot)‏ هي نوع من الطيور تتبع جنس الغرة من فصيلة المرعات.